# USDA-talajtaxonómia
Az USDA-talajtaxonómiát az USA mezőgazdasági minisztériuma (United States Department of Agriculture) és a National Cooperative Soil Survey fejlesztette ki 1975-ben azért, hogy a talajtípusok egy alaposan kidolgozott osztályozását nyújtsák több paraméter szerint és több szintre osztva: rend, alrend, nagycsoport, alcsoport, család és sor.
A talajok osztályozása az idők során sok változáson ment keresztül, a második kiadása 1999-ben történt meg. Ez a talaj taxonómia a legszélesebb körben használt talajosztályozási rendszer a világon, összesen 12 talajrendet határoz meg.

## Példák a talajtípus osztályozására
Rend: Entiszol
Alrend: Fluvent
Nagy Csoport: Torrifluvent
Alcsoport: tipikus Torrifluvent
Család: finom agyagos, kevert, szuperaktív, meszes, tipikus Torrifluvent
Sor: Jocity, Youngston.
Rend: Alfiszol
Alrend: Xeralf
Nagy Csoport: Durixeralf
Alcsoport: abruptikus Durixeralf
Család: finom, kevert, aktív, termikus abruptikus Durixeralf
Sor: San Joaquin (talaj)

## Rendek
- Alfiszol
- Andiszol
- Aridiszol
- Entiszol
- Geliszol
- Hisztoszol
- Inceptiszol
- Molliszol
- Oxiszol
- Spodoszol
- Ultiszol
- Vertiszol

## Külső hivatkozások
- USDA / NRCS soil taxonomy webpage
- The Twelve Soil Orders
- A Compendium of On-Line Soil Survey Information: Soil Classification Systems
- USDA-NRCS Web Soil Survey